# Sarah Grand

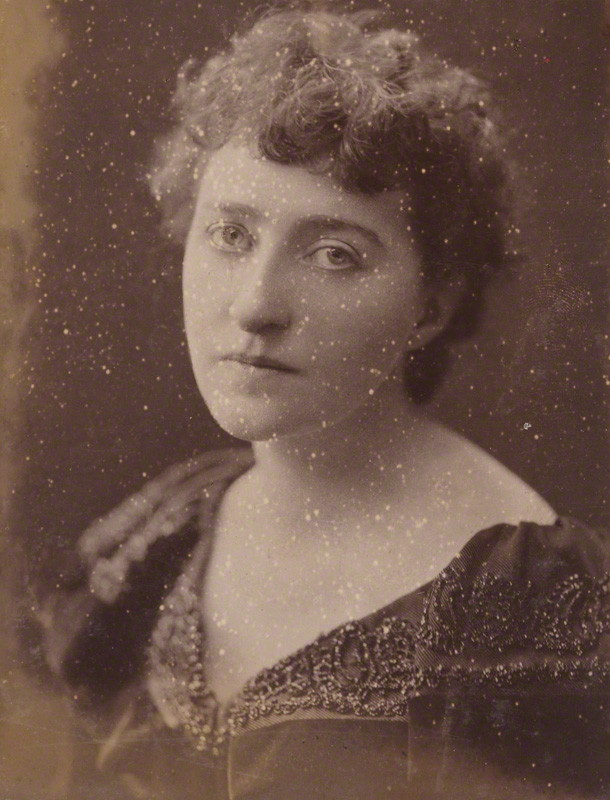
Sarah Grand, 1894

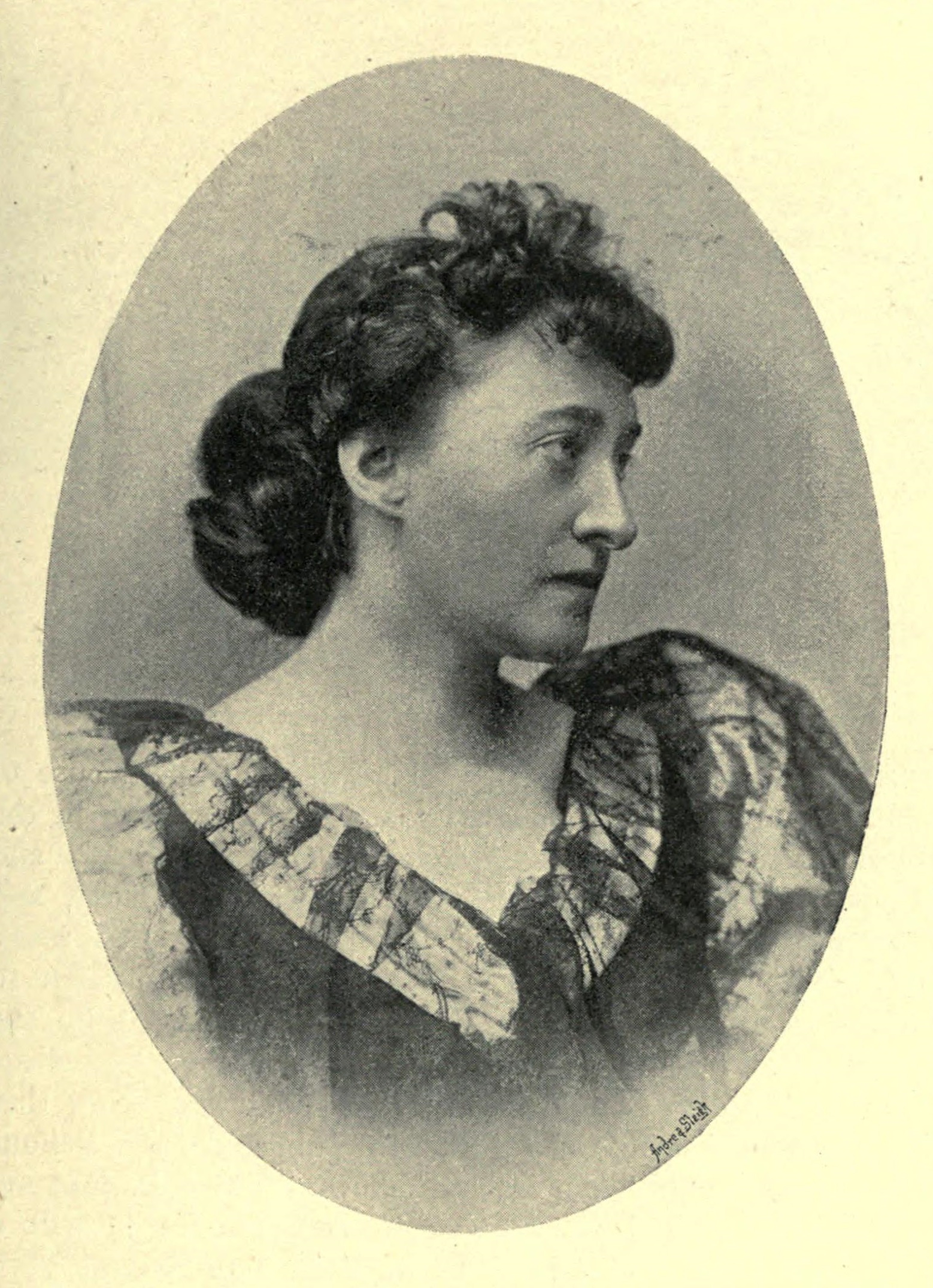
Sarah Grand, 1895

Sarah Grand, eigentlich Frances Elizabeth Bellenden Clarke, verheiratete McFall (* 10. Juni 1854 in Rosebank House, Donaghadee, County Down; † 12. Mai 1943 in Calne, Wiltshire), war eine irisch-englische, feministische Autorin. Ihr Werk drehte sich um die Rolle der New Woman.

## Leben
Sarah Grand wurde in Nordirland als Tochter englischer Eltern geboren. Ihr Vater war Edward John Bellenden Clarke (1813–1862) und ihre Mutter war Margaret Bell Sherwood (1813–1874). Nach dem Tod ihres Vaters nahm ihre Mutter sie und ihre vier Geschwister mit nach Bridlington, um in der Nähe ihrer Familie zu sein, die in Rysome Garth in der Nähe von Holmpton in East Riding of Yorkshire lebte.
Grand erhielt nur eine sehr sporadische Ausbildung. 1868 wurde Grand auf die Royal Naval School in Twickenham geschickt, aber schon bald von der Schule verwiesen, weil sie Gruppen organisiert hatte, die Josephine Butlers Proteste gegen die Contagious Diseases Acts unterstützten. Die Gesetzgebung verfolgte infizierte Prostituierte als die alleinige Ursache für die Ausbreitung sexuell übertragbarer Krankheiten und setzte sie Demütigungen wie der Inspektion ihrer Genitalien und dem Einsperren in verschlossene Krankenstationen aus.
Grand wurde dann auf ein Mädchenpensionat in Kensington, London, geschickt. Im August 1870, im Alter von sechzehn Jahren, heiratete sie den verwitweten Armeechirurgen David Chambers McFall, der 23 Jahre älter war als sie und zwei Söhne aus seiner früheren Ehe hatte. Das einzige Kind von Grand und McFall, David Archibald Edward McFall, wurde am 7. Oktober 1871 in Sandgate, Kent, geboren. Er wurde Schauspieler und nahm den Namen Archie Carlaw Grand an.
Von 1873 bis 1878 reiste die Familie in den Fernen Osten, was Grand Stoff für ihre Erzählungen lieferte. 1879 zogen sie nach Norwich und 1881 nach Warrington, Lancashire, wo sich ihr Mann zur Ruhe setzte. Die Ehe war nicht glücklich, und 1890 verließ sie ihren Mann und ihren Sohn und zog nach London, um ihre Karriere als Schriftstellerin zu verfolgen. Kürzlich erlassene Gesetze, die es Frauen erlaubten, ihr persönliches Eigentum nach der Heirat zu behalten, waren ein bestärkender Faktor für ihre Entscheidung.
Grands erster Roman, Ideala, der 1888 im Selbstverlag erschien, hatte nur begrenzten Erfolg und einige negative Kritiken. George Robert Gissing, der den Roman im April 1889 las, schrieb in sein Tagebuch, er halte ihn „im Großen und Ganzen für ein interessantes Buch, das aber in Teilen grob und ohne viel Stil ist“.
Ihre unglücklichen Erfahrungen in der Ehe und die Freude über als Befreiung erlebte Trennung verarbeitete sie in ihren fiktiven Darstellungen von Frauen vor der Einführung des Wahlrechts, die nur wenige politische Rechte und Möglichkeiten hatten und in unterdrückerischen Ehen gefangen waren. Spätere Werke sind männerfreundlicher, wie zum Beispiel Babs the Impossible, in dem die alleinstehenden adligen Frauen durch einen idealistischen Selfmademan in ihrem Wert bestärkt werden.
Durch die Arbeit ihres Mannes als Armeechirurg lernte Grand die anatomisch-physiologische Natur von Geschlechtskrankheiten kennen. Sie nutzte dieses Wissen in ihrem 1893 erschienenen Roman The Heavenly Twins, in dem sie vor den Gefahren der Syphilis warnte und für Sensibilität statt Verurteilung der jungen Frauen plädierte, die sich mit dieser Krankheit infizierten.
Mit der Veröffentlichung des Romans The Heavenly Twins durch Heinemann im Jahr 1893 benannte sie sich in „Sarah Grand“ um. Dieses weibliche Pseudonym repräsentierte den von ihr und ihren Kolleginnen entwickelten Archetyp der New Woman. Grand etablierte den Begriff New Woman in einer Debatte mit Ouida im Jahr 1894. The Heavenly Twins war Grands großer literarischer Erfolg. Das Buch wurde im ersten Jahr sechsmal nachgedruckt und verkaufte sich über 20.000 Mal. Obwohl sie in den folgenden zwanzig Jahren weiterhin Belletristik schrieb, konnte Grand nie an den Erfolg ihres berühmtesten Werks anknüpfen. Grand's weitgehend autobiografischer Roman The Beth Book (1897) beschreibt ihre Kindheit und Jugend und enthüllt auch Aspekte ihrer Ehe mit McFall.
Nach dem plötzlichen Tod ihres Mannes im Februar 1898 zog Grand nach Royal Tunbridge Wells, Kent, wo einer ihrer beiden Stiefsöhne, der Schriftsteller und Illustrator Haldane MacFall, für einige Jahre bei ihr wohnte. Während ihres Aufenthalts in Tunbridge Wells engagierte sie sich aktiv in den örtlichen Frauenwahlrechtsvereinen und unternahm zahlreiche Reisen, insbesondere in die Vereinigten Staaten, wo sie nach dem Bekanntwerden ihres Romans The Heavenly Twins eine Vortragsreise machte. Obwohl sie dafür gemischte und oft wütende Kritik erntete, wurde ihr Werk von namhaften Autoren wie George Bernard Shaw positiv aufgenommen.
1920 zog sie nach Bath, Somerset, wo sie von 1922 bis 1929 das weitgehend zeremonielle Amt der Bürgermeisterin an der Seite von Bürgermeister Cedric Chivers innehatte. Als ihr Haus 1942 bombardiert wurde, ließ sich Grand überreden, nach Calne in Wiltshire umzuziehen, wo sie ein Jahr später, am 12. Mai 1943, im Alter von 88 Jahren starb. Sie ist auf dem Lansdown Cemetery in Bath neben ihrer Schwester Nellie begraben. Ihr Sohn Archie überlebte sie nur um ein Jahr und kam 1944 bei einem Luftangriff auf London ums Leben.
Grands Werk besteht aus Abhandlungen über das Scheitern der Ehe, und ihre Romane können als Anti-Ehe-Polemik betrachtet werden. Grand vertritt die Hoffnung auf die Ehe als den heiligsten und vollkommensten Zustand der Verbindung zwischen Mann und Frau, beklagt aber die Ungleichheit und die Benachteiligungen, mit denen junge Frauen in Unwissenheit gehalten werden sollen, und besteht darauf, dass Frauen sich gegen die Verstrickung in eine lieblose Ehe auflehnen sollten.
Der New-Woman-Roman war eine Entwicklung des späten 19. Jahrhunderts. Autorinnen unterstützten verschiedene Arten von politischen Aktionen in Großbritannien und ihre Charaktere ermutigten dazu. Für Grand bot die New-Woman-Bewegung die Möglichkeit, sich nicht nur über die Ungleichheit der Frauen, sondern auch über die Verantwortung der Frauen aus der Mittelschicht für die Nation zu äußern. In The Heavenly Twins zeigt Grand die Gefahren der moralischen Doppelmoral auf, die die Promiskuität von Männern übersah, während sie Frauen für dieselben Handlungen bestrafte. Noch wichtiger ist jedoch, dass Grand in The Heavenly Twins argumentiert, dass Frauen aus der Mittelschicht Partner wählen müssen, mit denen sie starke, gut ausgebildete Kinder zeugen können, wenn die britische Nation stärker werden soll.
Die Berg Collection der New York Public Library bewahrt Mark Twains Exemplar von The Heavenly Twins auf. Twain füllte die Seitenränder des Buches mit zunehmend kritischen Kommentaren und schrieb nach einem Kapitel: „A cat could do better literature than this.“

## Werke (Auswahl)
- Ideala, 1888
- The Heavenly Twins, 1893
- Our Manifold Nature, 1894
- The Beth Book, 1897
- Babs the Impossible, 1901
- Adnam's Orchard, 1912
- The Winged Victory, 1916
- Variety, 1922